# Kurkowate
Kurkowate, kurki (Triglidae) – rodzina morskich ryb skorpenokształtnych (Scorpaeniformes).

## Występowanie
Wszystkie morza strefy tropikalnej i umiarkowanej, na szelfie. W Polsce występuje kurek czerwony i kurek szary.

## Cechy charakterystyczne
Duża, masywna głowa z szerokim otworem gębowym, bez wąsików. Od płetwy piersiowej oddzielone są dwa lub trzy przednie promienie służące dotykaniu i chodzeniu. Kurkowate potrafią wydawać dźwięki. Prowadzą przydenny tryb życia. Dorastają do 1 m długości.

## Klasyfikacja
Rodzaje zaliczane do tej rodziny są zgrupowane w plemionach Prionotini, Pterygotriglini, Triglini:
Bellator — Bovitrigla — Chelidonichthys — Eutrigla — Lepidotrigla — Parapterygotrigla — Prionotus — Pterygotrigla — Trigla

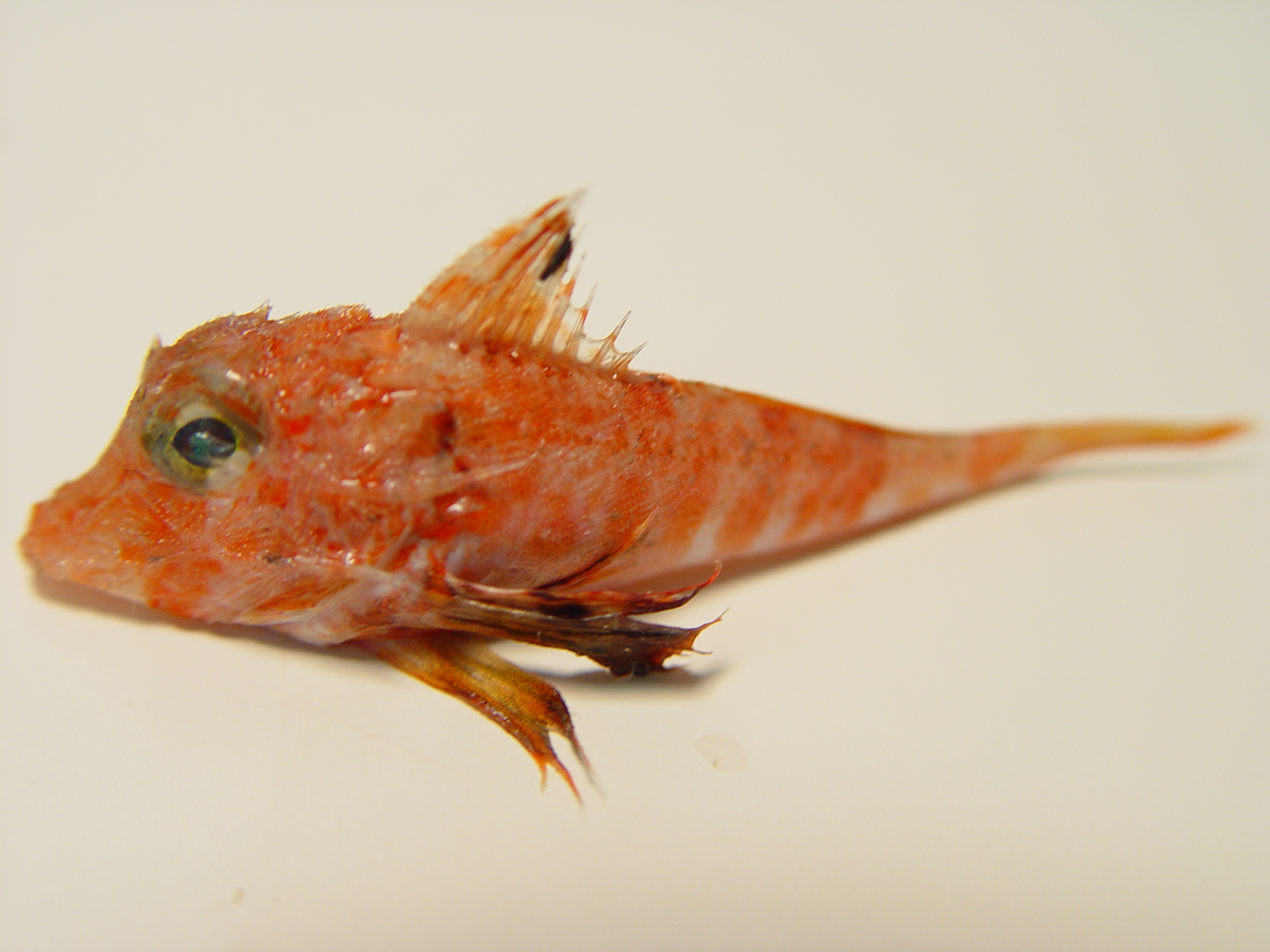
Bellator brachychir